# 尾鱼
尾魚，中国女小说作家兼编剧。目前是晉江文學城的駐站簽約作者。

## 小说作品
| 出版年份 | 書名                               | 備註                        |
| 2010年   | 《大宋皇朝第十四屆（全民）運動會》 |                             |
| 2010年   | 《大宋沙爾瑪超市老闆娘回憶錄》     |                             |
| 2010年   | 《保鏢之水晶棺》                   |                             |
| 2011年   | 《（七五）刺殺包龍圖》             |                             |
| 2015年   | 《怨氣撞鈴》                       | 出版時名為《撞鈴》          |
| 2015年   | 《半妖司藤》                       | 出版時名為《士道》/《司藤》 |
| 2016年   | 《開封志怪》                       |                             |
| 2016年   | 《西出玉門》                       |                             |
| 2017年   | 《七根兇簡》                       |                             |
| 2017年   | 《四月間事》                       |                             |
| 2018年   | 《三線輪洄》                       |                             |
| 2019年   | 《龍骨焚箱》                       |                             |
| 2020年   | 《梟起青壤》                       |                             |
| 2024年   | 《肉骨樊籠》                       |                             |

## 編劇 / 影視化作品
| 類型   | 播出年份     | 影視作品 | 劇集主演         | 擔任角色 | 備註                                                 |
| 電視劇 | 2016年       | 示鈴錄   | 許景媛、孟阿賽   | 原創编剧 | 未參與影視化編劇，僅是該劇原著《怨氣撞鈴》的小說編劇 |
| 電視劇 | 2021年       | 司藤     | 景甜、張彬彬     | 原創编剧 | 未參與影視化編劇，僅是該劇原著《半妖司藤》的小說編劇 |
| 電視劇 | 2023年       | 西出玉門 | 倪妮、白宇       | 原創编剧 | 未參與影視化編劇，僅是該劇原著《西出玉門》的小說編劇 |
| 電影   | 2023年       | 三线轮洄 | 姜珮瑤、許濤     | 原創编剧 | 未參與影視化編劇，僅是該劇原著《三线轮洄》的小說編劇 |
| 電視劇 | 拍攝中       | 七根心簡 | 宋威龍、劉浩存   | 原創编剧 | 原著《七根兇簡》                                     |
| 電視劇 | 拍攝中       | 梟起青壤 | 迪麗熱巴、陳星旭 |          | 原著《梟起青壤》                                     |
| 電視劇 | 改編籌備階段 | 四月間事 | －               | －       | 原著《四月間事》                                     |
| 電視劇 | 改編籌備階段 | 龍骨焚香 | －               | －       | 原著《龍骨焚香》                                     |
| 電視劇 | 改編籌備階段 | 三线轮洄 | －               | －       | 原著《三线轮洄》                                     |

## 獲獎紀錄
- 2022年，憑藉《半妖司藤》，榮獲第三屆泛華文網絡文學金鍵盤獎，優秀影視改編作品獎。[1]